# Aurélien Bory
Aurélien Bory, né le 11 août 1972 à Colmar, est un artiste, metteur en scène et scénographe. Il vit à Toulouse et travaille dans le monde entier. Il est le directeur artistique de la Compagnie 111.

## Biographie

### Jeunesse et formation
Né à Colmar en 1972, Aurélien Bory fait des études de physique à l’université de Strasbourg, qui l'amènent à travailler dans le domaine de l'acoustique architecturale,. Il est diplômé en mesures physiques à l'université Louis-Pasteur (1993) et en cinéma et audiovisuel à l'université Descartes à Strasbourg (1994).
Alors en deuxième cycle d'acoustique au Conservatoire national des arts et métiers à Toulouse, il intègre en 1995 le studio de création au sein du Lido - Centre des arts du cirque, à Toulouse.
Il rencontre au théâtre Garonne le metteur en scène Mladen Materic auprès duquel il se forme, et intègre sa troupe, le Théâtre Tattoo, en tant qu’interprète de 1998 à 2000.

### Carrière professionnelle

#### Auteur/Metteur en scène
Aurélien Bory fonde en 2000 la Compagnie 111 à Toulouse. Il développe un théâtre physique, où l'espace est la question principale.
Son premier projet est la trilogie sur l’espace composée d'IJK (2000), puis de Plan B (2003) et Plus ou moins l’infini (2005) deux spectacles marqués par la collaboration avec le metteur en scène new-yorkais Phil Soltanoff.
Il crée ensuite plusieurs spectacles à l'étranger, notamment le premier spectacle du Groupe acrobatique de Tanger, Taoub (2003) et dix ans plus tard Azimut (2013). En Chine, à Dalian, il rencontre des artistes retraités de la troupe de l'opéra et des anciens élèves de l'école d'art et crée pour eux Les Sept planches de la ruse (2007).
Menant un travail sur la technologie, il crée en 2009 à Toulouse Sans objet avec un ancien robot industriel.
Artiste associé au Grand T de Nantes de 2011 à 2016, il crée Géométrie de caoutchouc (2011) à Nantes, spectacle pour un chapiteau. Il dirige un atelier avec les étudiants de Marcel Freydefont à l'École nationale supérieure d'architecture de Nantes, section Scénographie.
Intéressé par la danse, il débute en 2008 la trilogie des portraits de femme, composée de Questcequetudeviens? (2008) pour la danseuse de flamenco, Stéphanie Fuster, Plexus (2012) pour la danseuse japonaise Kaori Ito, et aSH  (2018), pour la danseuse indienne Shantala Shivalingappa.
Espæce inspiré par la vie et l’œuvre de Georges Perec, est créé et présenté au festival d'Avignon en 2016. La même année, il reprend de son répertoire le spectacle Plan B avec huit étudiants du Centre national des arts du cirque, à Châlons-en-Champagne.
En 2017, il dirige un atelier-spectacle sur L'Espace furieux de Valère Novarina, avec les étudiants de l'École nationale supérieure des arts et techniques du théâtre (ENSATT) de Lyon, en partenariat avec les Nuits de Fourvière.
En 2019, il crée avec Mladen Materic Je me souviens. Le ciel est loin la terre aussi, où il reprend le décor de l'ancien spectacle de Materic, qu'il a vu vingt-cinq ans plus tôt, et tente en faisant travailler la mémoire une sorte d'autoportrait.

#### Directeur
Il prend ses fonctions de directeur du théâtre Garonne le 1er septembre 2024.

### Influences
Il se réclame de la pensée de Heinrich von Kleist, Gilles Deleuze, Jacques Derrida, Jacques Nichet, Ushio Amagatsu, Oskar Schelmmer, Junichiro Tanizaki et surtout de Georges Perec.

### Opéras
Depuis 2015, il met en scène des opéras : Le Château de Barbe-Bleue de Béla Bartók et Il prigioniero de Luigi Dallapiccola (2015), Orphée et Eurydice de Gluck (2018) et Parsifal de Richard Wagner (janvier 2020) ou une adaptation de Dafne d'Heinrich Schütz (2022).

### Installations
Il investit d'autres champs artistiques où l'espace est central : les arts visuels, l’architecture, l’urbanisme.
Il crée des installations cinétiques : Sans objet  (Paris - Nuit Blanche 2014), Spectacula (Le Voyage à Nantes, 2015), Traverses, reconfiguration de Boulevard Léon-Bureau - Nantes (2016), Corps noir installation-performance pour Stéphanie Fuster (2016), Villes Flottantes (Un été au Havre, 2017), Trobo (Cité des sciences et de l'industrie, 2018).

## Spectacles
- 2000 : IJK, Théâtre de la Digue, Toulouse
- 2003 : Plan B, Aurélien Bory / Phil Soltanoff, Théâtre Garonne, Toulouse
- 2004 : Taoub, pour Le Groupe acrobatique de Tanger, Jardin de la Mendoubia, Tanger, Maroc
- 2005 : Plus ou moins l’infini, Aurélien Bory / Phil Soltanoff, Théâtre Vidy-Lausanne
- 2007 : Les Sept Planches de la ruse, pour des artistes de l'opéra de Dalian, Chine, Théâtre de la Ville, Paris
- 2008 : Questcequetudeviens? pour Stéphanie Fuster, Théâtre national de Bordeaux-Aquitaine
- 2009 : Sans objet, pièce pour un robot, Théâtre national de Toulouse-Midi-Pyrénées
- 2011 : Géométrie de caoutchouc, pièce pour un chapiteau, Le Grand T, Nantes
- 2012 : Plexus pour Kaori Ito, Théâtre Vidy-Lausanne
- 2013 : Azimut, pour le Groupe acrobatique de Tanger, Grand Théâtre d'Aix-en-Provence, Marseille, 2013, Capitale européenne de la culture.
- 2016 : Espæce, inspiré par la vie et l'œuvre de Georges Perec, 70e festival d'Avignon
- 2018 : aSH pour Shantala Shivalingappa, festival Montpellier Danse
- 2019 : Je me souviens le ciel est loin la terre aussi, Théâtre Garonne, Toulouse
- 2021 : La Disparition du paysage, texte de Jean-Philippe Toussaint, théâtre des Bouffes-du-Nord
- 2023 : Invisibili, Théâtre Biondo, Parme

## Mise en scène d'opéra
- 2015 : Le Château de Barbe-Bleue de Béla Bartok[16] et Il prigioniero de Luigi Dallapiccola, direction musicale Tito Cecherinni[15], Théâtre du Capitole, Toulouse
- 2018 : Orphée et Eurydice[17], de Christoph Willibald Gluck, direction musicale Raphaël Pichon, Théâtre national de l'Opéra-Comique, Paris
- 2020 : Parsifal[18] de Richard Wagner, Théâtre du Capitole, Toulouse
- 2022 : Dafne[19] d'Heinrich Schütz, Théâtre de l'Athénée Louis-Jouvet, Paris

## Installations
- 2014 : Sans objet, installation-performance – Nuit blanche – Paris
- 2015 : Spectacula, installation – Le Voyage à Nantes – Théâtre Graslin – Nantes
- 2016 : Corps noir, installation-performance – Musée Picasso – Paris
- 2016 : Traverses, urbanisme, reconfiguration du boulevard Léon Bureau – Île de Nantes
- 2017 : Villes Flottantes, scénographie d’exposition – Un Été au Havre 2017 – Le Havre
- 2019 : Trobo, installation – Cité des Sciences et de l'Industrie – Paris
- 2019 : Piano Piano, installation cinétique, festival Piano aux Jacobins – Couvent des Jacobins – Toulouse
- 2019 : Spectaculaire, néons programmés – FRAC Occitanie – ThéâtredelaCité - CDN Toulouse Occitanie
- 2020 : Garonne, diptyque vidéo pour le/la Garonne – Théâtre Garonne

## Collaborations
- 2003 : Mise en scène de Erection de Pierre Rigal
- 2006 : Mise en scène de Arrêts de jeu de Pierre Rigal,
- 2006 : Collaboration artistique pour Gaff Aff de Martin Zimmermann et Dimitri de Perrot.
- 2014 : Scénographie et collaboration artistique pour Parallèles, concert de Vincent Delerm au Théâtre Déjazet à Paris.
- 2016 : Mise en scène de L’Adresse aux enfants, à l'invitation de Patrick Bouchain et de la Fondation de France, pour le 50e anniversaire du Parc animalier de Branféré.
- 2019 : Mise en scène et scénographie de Médéa Mountains, d'Alima Hamel, Aurélien Bory et Charlotte Farcet.

## Publication
- L'Espèce dans l'espace, avec Catherine Blondeau, Arles, Actes Sud, 2017

## Distinctions
- Molières 2007 : nomination du meilleur spectacle en région pour Plus ou moins l'infini
- BITEF 2008 : prix du public pour Plus ou moins l'infini
- CulturesFrance 2008 : prix Créateur sans frontières
- Olivier Awards 2014 - Londres : nomination de Questcequetudeviens? dans la catégorie "Meilleur spectacle de danse"
- FAD Sebastià Gash - Barcelone : prix International Applause Joan German Schroeder pour Plexus
- Helpmann Awards 2016 à Perth - Australie : nomination de Plexus dans la catégorie « Meilleure production de théâtre visuel ou physique ».